# Kinkondja
Kinkondja est l'une des localités importantes du territoire de Bukama dans le district de Haut-Lomami au Katanga en république démocratique du Congo.

## Description
C'est là qu'est établi le Grand-chef coutumier des Balubas de la grande partie du territoire de Bukama, la chefferie Kinkondja, à côté de celle de Kabondo-Dianda, par exemple. Les autochtones sont les Baluba. Il s'agit d'un terme générique qui désigne tous les lubaphones qui ont habité par le passé le sud du Katanga et se sont dispersés à l'intérieur de la région et dans les deux Kasais. Les Balubas se présentent aujourd'hui sous différentes variétés, mais ils ont les mêmes origines selon l'histoire. 
Tout comme à Bukama qui est le chef-lieu du district, on y parle le Kiluba, qui est la langue vernaculaire, aussi le Kiswahili pour quiconque a des difficultés avec le Kiluba, tout en notant que la langue officielle du pays est le français.
Cette localité est bornée des eaux dont le fleuve Congo que l'on nomme Lualaba, les lacs Kisale et Upemba ; la population vit à même les eaux.

## Économie
Deux activités économiques principales y sont exercées, la pêche et l'agriculture. 
La majeure partie de la population vit de la débrouillardise face au manque des structures politico-économiques efficaces. Il y a des gisements des minerais non explorés. On s'y nourrit principalement des màlè, du poisson, de la viande de crocodile et de l'hippopotame, etc.

## Transport
Le moyen de transport est composé de Kiombo (baleinière), bwato (barques ou pirogues), vélo (à grande échelle), des véhicules et petits porteurs ou jets. Il y a juste une piste d'aérodynes à faible fréquentation.